# CD-i

## Aplicacions
Els primers programes realitzats per al format CD-i s'enfocaven a l'àmbit educacional i el de la música. Molt pocs videojocs van sortir amb CD-i, sent la majoria adaptacions de jocs de tauler. Per quan es volia llançar jocs més equilibrats, ja era massa tard, ja que el mercat comptava amb diverses consoles més barates i més potents, com la Playstation. El CD-i compta en el seu catàleg amb spinoffs d'alguns personatges de la companyia de Nintendo, encara que cap d'ells va ser desenvolupat per Nintendo sinó per una filial de la companyia Philips. Hotel Mario era un joc de puzles desenvolupat per personatges de Super Mario Bros. També hi va haver tres jocs basats en la franquícia de Zelda: Link: The Faces of Evil, Zelda: The Wand of Gamelon i Zelda's Adventure (dos d'ells protagonitzats per la princesa Zelda). La causa que apareguessin aquests jocs per a la consola es deu a l'acord preestablert entre Nintendo i Philips pel qual Philips podria utilitzar aquestes dues franquícies a canvi de l'ajuda en el co-desenvolupament del CD per a la Super Nintendo.
Encara que va tenir una cara campanya de màrqueting per part de Philips, la majoria enfocada a la via informativa cap als comercials, els consumidors amb prou feines es van interessar pels títols CD-i. el 1994, les vendes de les consoles CD-i començaven molt lentament i, el 1998, el producte va ser abandonat. Amb el fracàs en l'àmbit del consumidor, Philips va intentar, amb poc èxit, posicionar la tecnologia en l'àmbit de les aplicacions de quiosc i en les aplicacions multimèdia industrials.

## Reproductors de DV-i

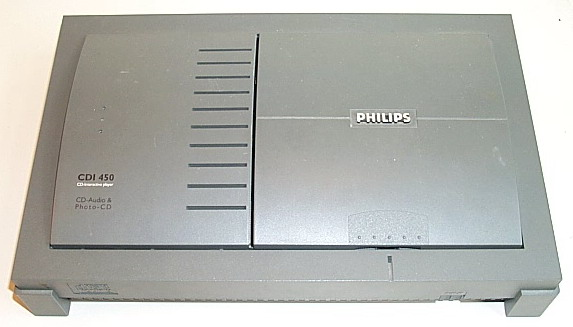
Philips DV-i 450.

### Philips
Philips va llançar al mercat diversos models en diferents àmbits (per al consumidor, el professional i els desenvolupadors novells):
- La sèrie 200, la qual inclou als models 205, 210 i 220. Els models de les sèrie 200 van ser dissenyats per l'àmbit dels consumidors, i va estar disponible a la majoria de les botigues d'electrònica. El Philips CD-i 910 va ser la versió americana del model 205, el qual era el model més bàsic d'aquesta sèrie.
- La sèrie 300, la qual inclou els models 310, 350, 360 i 370. La sèrie 300 consisteix en reproductors portàtils dissenyats per al mercat professional, i no disponible per al consum familiar. Un dels seus usos quotidians era usar-lo per les presentacions de vendes que solien utilitzar les companyies farmacèutiques per donar informació sobre els productes a altres farmacèutics, perquè el dispositiu es podia transportar fàcilment pels comercials.
- La sèrie 400, la qual inclou els models 450, 470 i 490. Aquests models estaven dirigides a l'àmbit de les consoles i el mercat educatiu. El reproductor CD-i 450, per exemple, era un model dissenyat per competir amb les videoconsoles. Aquesta versió posseïa, opcionalment, un comandament de control per infrarojos.
- La sèrie 600, la qual inclou als models 601, 602, 604, 605, 615, 660 i 670. La sèrie 600 va ser dissenyat per a les aplicacions professionals i el desenvolupament de programari. Els unitats d'aquesta línia generalment incloïen suport per disqueteres i teclats de pcs a més d'altres perifèrics. Alguns models podien ser connectats mitjançant un emulador i tenia programari de testeig i aplicacions de debugging.

També hi ha una quantitat de models fora de les anteriors sèries però de preus elevats, com el FW380i, que integrava un mini-stereo i un reproductor CD-i, el 21TCDi30, era una televisió amb un reproductor de CD-i incrustat.

### Altres Fabricants
A més de Philips, molts altres fabricants van produir reproductors de CD-i, inclosos Magnavox, Goldstar/LG Electronics, Digital Video Systems, Memorex, Grundig, Kyocera, NBS, Highscreen, i Bang & Olufsen, aquest últim va produir una televisió integrada amb un CD-i.

## TeleCD-i & CD-MATICS
Observant l'augment de la necessitat dels comercials per les aplicacions multimèdia amb opcions de xarxa, Philips desenvolupa TeleCD-i (també anomenat TeleCD) amb l'ajuda el 1992 de CDMATICS. El reproductor CD-i es connectava a la xarxa (PSTN, Internet o altres) permetent les comunicacions amb dades i presentacions multimèdia. La cadena holandesa de queviures Albert Heijn i el gegant de comprar per correu Neckermann Shopping, van ser els primers a adoptar i introduir els TeleCD-i per als seus serveis de compres des de la llar i serveis d'atenció. CDMATICS també dearrollo l'assistent especial TeleCD-i i un conjunt d'eines de programari d'ajuda per al desenvolupament i implementació del TeleCD-i per a la indústria. TeleCD-i va anar al primera aplicació multimèdia del món connectada a Internet des de la seva introducció. El 1996, Philips adquireix el codi i els drets de CDMATICS.

## Especificacions tècniques
CPU16-bit 68070 CISC Xip (68000 core), Clock Speed of 15/05 MHz
DisplayResolució: de 384x280 a 768x560, Colors: 16/07 million/32,768 en pantalla, MPEG 1 Cartridge Plug-In for VideoCD and Digital Video.
Sistema OperatiuCD-RTOS (based on Microware's OS-9)
Accessoris per a CD-iCD-i Mouse, Roller Controller, CD-i Trackball, I/O Port Splitter, Touchpad Controller, Comandament de control, Comandament de control Wireless per Infrarojos.
Altres1 MB de memòria RAM principal (ampliable a 1,5 MB amb un Cartutx DV)., Lector de CD a 1X., Pes amb Cartutx DV 1,460 kg., sense Cartutx DV 1,210 kg., ADCPM Vuit canals de so.